# Hercostomus digitatus
Hercostomus digitatus är en tvåvingeart som beskrevs av Yang 1997. Hercostomus digitatus ingår i släktet Hercostomus och familjen styltflugor. Inga underarter finns listade i Catalogue of Life.